# Highfield-Cascade
Highfield-Cascade – jednostka osadnicza w Stanach Zjednoczonych, w stanie Maryland, w hrabstwie Washington.